# Javier Zamora Pedreira
Javier Zamora Pedreira (Madrid, 27 de octubre de 1984) es un entrenador español de baloncesto. Actualmente es entrenador del Hestia Menorca de la Liga LEB Oro.

## Trayectoria
Comenzó su carrera de entrenador de formación en las categorías inferiores de la Federación de Baloncesto de Madrid en la que estuvo durante varias temporadas,  además de entrenar en el baloncesto femenino con el que logró el ascenso con el club madrileño Olímpico 64 a la Liga Femenina 2 y también en la temporada 2013-14 pasó por CB Majadahonda.
Más tarde, ingresaría en la cantera de Movistar Estudiantes al que dirigiría al filial de Liga EBA durante cuatro temporadas. Además de su experiencia en el club estudiantil, estuvo a cargo de las selecciones españolas y madrileñas en siete ocasiones, siendo campeón de España de selecciones autonómicas. 
En verano de 2018, firma como entrenador ayudante de Josep Maria Berrocal en el CB Estudiantes de la Liga Endesa.
En verano de 2019 sería el seleccionador nacional sub-18 que consiguió la medalla de oro en el Europeo disputado en Volos (Grecia), con la generación de Santi Aldama o Usman Garuba, entre otros, en la cita de Grecia.
En enero de 2020, se convierte en entrenador de Movistar Estudiantes tras la salida de Aleksandar Džikić. Al cargo de head coach le llegaría tras una temporada como entrenador ayudante y tras asumir hace algunas temporadas la dirección de la cantera estudiantil. Javier se convertiría en el entrenador jefe más joven en ACB desde que en 2013 Bàsquet Manresa puso al frente de su equipo a Borja Comenge cuando tenía 34 años. En su primera temporada dirigió cinco partidos con un balance de una victoria y cuatro derrotas. El Estudiantes se encontraba último en la clasificación pero, al darse por terminada la Liga Regular por la pandemia de COVID-19 sin haberse disputado aún un tercio de la competición, la ACB decretó que no habría descensos.
Javier Zamora comenzó la temporada 2020-21 como entrenador jefe siendo destituido en febrero debido a los malos resultados deportivos. En ese momento el Estudiantes ocupaba la decimosexta plaza en la clasificación con un balance de cinco victorias y catorce derrotas.
El 13 de febrero de 2021, sería destituido como entrenador del Movistar Estudiantes, ocupando el equipo madrileño la decimosexta plaza con 5 victorias y 14 derrotas.
El 23 de marzo de 2021, firma como entrenador del Hestia Menorca de la Liga LEB Plata.

## Internacionalidades
- 2019. España. Europeo Sub-18, en Volos (Grecia). Entrenador.
- 2018. España. Europeo Sub-16, Novi Sad (Serbia). Entrenador.

## Palmarés

### Selección Española
- 2019. España. Europeo Sub-18, en Volos (Grecia). Oro
- 2018. España. Europeo Sub-16, Novi Sad (Serbia). Plata

### Selección de Madrid
Como Seleccionador:
- 2018. Campeón de España con la Selección Cadete Masculina
- 2017. Campeón de España con la Selección Cadete Masculina
- 2016. Campeón de España con la Selección Infantil Masculina
- 2015. Campeón de España con la Selección Infantil Masculina
- 2014. Campeón de España con la Selección Infantil Masculina
- 2013. Campeón de España con la Selección Infantil Masculina
- 2011. Campeón de España con la Selección Mini Masculina

Como entrenador ayudante:
- 2010. Subcampeón de España con la Selección Infantil Masculina
- 2009. Campeón de España con la Selección Infantil Masculina
- 2008. Campeón de España con la Selección Infantil Masculina